# Sadies
Genre
Sadies est un genre d'araignées aranéomorphes de la famille des Salticidae.

## Distribution
Les espèces de ce genre se rencontrent aux Seychelles et à La Réunion.

## Liste des espèces
Selon World Spider Catalog (version 18.0, 13/05/2017) :
- Sadies castanea Ledoux, 2007
- Sadies fulgida Wanless, 1984
- Sadies gibbosa Wanless, 1984
- Sadies seychellensis Wanless, 1984
- Sadies trifasciata Wanless, 1984

## Publication originale
- Wanless, 1984 : Araneae-Salticidae. Contributions à l'étude de la faune terrestre des îles granitiques de l'archipel des Séchelles (Mission P.L.G. Benoit - J.J. Van Mol). Annales du Musée Royal de l'Afrique Centrale, vol. 241, p. 1-84.